# United Group
United Group je vodeći pružatelj medijskih i komunikacijskih usluga u Jugoistočnoj Europi. Osnovan je 2000. godine kao mali kabelski operater.

## Telekomunikacijske platforme
United Grupa danas je najveća pay-tv platoforma na jugoistoku Europe, pružajući televiziju, internet te fiksnu i mobilnu telefoniju u velikom broju domaćinstava putem kabelskih, DTH i OTT platforma.
Usluge telekomunikacije prisutne su u svim državama svijeta putem jedne od platformi osim u Hrvatskoj zbog Zakona o elektroničkim medijima prema kojem operator koji obavlja djelatnost prijenosa audiovizualnog i/ili radijskog programa ne može biti nakladnik televizije i/ili radija te pružatelj medijskih usluga.
| Država              | Naziv operatera              |
| ------------------- | ---------------------------- |
| Hrvatska            | Telemach Hrvatska            |
| Hrvatska            | Total TV                     |
| Hrvatska            | EON TV                       |
| Srbija              | SBB                          |
| Srbija              | Total TV                     |
| Srbija              | NetTV Plus                   |
| Slovenija           | Telemach Slovenija           |
| Slovenija           | Total TV                     |
| Slovenija           | NetTV Plus                   |
| Bosna i Hercegovina | Telemach Bosna i Hercegovina |
| Bosna i Hercegovina | Total TV                     |
| Bosna i Hercegovina | NetTV Plus                   |
| Crna Gora           | Telemach Crna Gora           |
| Crna Gora           | Total TV                     |
| Crna Gora           | NetTV Plus                   |
| Bugarska            | Vivacom                      |
| Bugarska            | Total TV                     |
| Grčka               | Forthnet                     |
| Grčka               | Total TV                     |
| Makedonija          | NetTV Plus                   |

- Krajem svibnja 2019. godine, United Grupa objavila je akviziciju mobilnog operatera Tele2 Hrvatska, trećeg teleoperatera u Hrvatskoj. Akvizicija je službeno potvrđena 5. ožujka 2020. kada Tele2 Hrvatska postaje dio United Grupe.[7]
- United Grupa, 3. kolovoza 2020. godine objavila je završetak procesa preuzimanja bugarskog Vivacoma.[8]
- U studenom 2020. godine Tele2 Hrvatska d.o.o. mijenja naziv u Telemach Hrvatska d.o.o., a brend Tele2 zadržat će do početka 2021. godine.[9]
- U studenom 2020. godine United Group objavljuje uspješno preuzimanje grčkog davatelja telekomunikacijskih usluga Forthnet.[10]
- 22. siječnja 2021. godine Tele2 Hrvatska objavila je kako započinju proces reorganizacije i transformacije prodajnih mjesta Tele2 u Telemach.
- Sredinom siječnja 2022. godine, Telemach Hrvatska objavio je kako je završio proces stjecanja većinskog broja dionica Optima Telekoma te da su s posljednjim regulatornim odobrenjem ostvareni svi preduvjeti za konačno zaključenje prodaje temeljem koje će Telemach Hrvatska postati vlasnikom 54,31 posto dionica Optima Telekoma.[11]

## Razvojni centar
- United Cloud

## United Media
United Media je kombinacija radijskih, televizijskih kanala (opći, sportski, filmski, dječji, informativni, glazbeni) i CAS medijske agencije za prodaju promidžbenog prostora koja predstavlja vodeće domaće i međunarodne tematske kanale.
| Država                                                   | Vrsta              | Naziv                                                                                | Opis                                     |
| -------------------------------------------------------- | ------------------ | ------------------------------------------------------------------------------------ | ---------------------------------------- |
| Hrvatska                                                 | televizijski kanal | Nova TV                                                                              | nacionalni (opći) TV kanal               |
| Hrvatska                                                 | televizijski kanal | Doma TV                                                                              | nacionalni (specijalizirani) TV kanal    |
| Hrvatska                                                 | televizijski kanal | Mini TV                                                                              | kabelski (dječji) TV kanal               |
| Hrvatska                                                 | televizijski kanal | N1 Hrvatska                                                                          | kabelski (informativni) TV kanal         |
| Srbija                                                   | televizijski kanal | N1 Srbija                                                                            | kabelski (informativni) TV kanal         |
| Srbija                                                   | televizijski kanal | Brainz TV                                                                            | kabelski (znanstveni) TV kanal           |
| Srbija                                                   | televizijski kanal | Nova S                                                                               | kabelski (opći) TV kanal                 |
| Srbija                                                   | tiskani medij      | Danas                                                                                | dnevne novine                            |
| Bosna i Hercegovina                                      | televizijski kanal | Nova BH                                                                              | nacionalni (opći) TV kanal               |
| Bosna i Hercegovina                                      | televizijski kanal | N1 BIH                                                                               | kabelski (informativni) TV kanal         |
| Crna Gora                                                | televizijski kanal | Nova M                                                                               | kabelski (opći) TV kanal                 |
| Slovenija                                                | televizijski kanal | Orlando                                                                              | kabelski (dječji) TV kanal               |
| Bugarska                                                 | televizijski kanal | 9 kanala iz bugarske grupe NOVA                                                      | 9 kanala iz bugarske grupe NOVA          |
| Bugarska                                                 | radijski programi  | 4 radijska kanala iz bugarske grupe NOVA                                             | 4 radijska kanala iz bugarske grupe NOVA |
| Srbija Crna Gora Makedonija                              | televizijski kanal | Cinemania                                                                            | kabelski (filmski) TV kanali             |
| Srbija Bosna i Hercegovina Crna Gora Makedonija          | televizijski kanal | Ultra                                                                                | kabelski (dječji) TV kanal               |
| Srbija Bosna i Hercegovina Crna Gora Makedonija          | televizijski kanal | Mini Ultra                                                                           | kabelski (dječji) TV kanal               |
| Hrvatska Srbija Slovenija Makedonija Albanija            | televizijski kanal | Vavoom                                                                               | kabelski (tinejdžerski) TV kanali        |
| Hrvatska Srbija Bosna i Hercegovina Crna Gora Makedonija | televizijski kanal | Pikaboo                                                                              | kabelski (dječji) TV kanali              |
| Hrvatska Slovenija                                       | televizijski kanal | SK 4K                                                                                | kabelski (sportski) TV kanal             |
| Hrvatska Slovenija                                       | televizijski kanal | SK 1 SK 2 SK 3 SK 4 SK 5 SK 6 SK 7 SK 8 SK 9 SK 10 SK Golf SK Fight SK esports SK HD | kabelski (sportski) TV kanali            |
| Hrvatska Slovenija                                       | televizijski kanal | Lov i ribolov                                                                        | kabelski (sportski) TV kanal             |
| Hrvatska                                                 | televizijski kanal | Nova Sport                                                                           | kabelski (sportski) TV kanal             |
| Srbija Sjeverna Makedonija Crna Gora                     | televizijski kanal | Cinemania                                                                            | kabelski (filmski) TV kanal              |
| Svijet                                                   | televizijski kanal | Grand                                                                                | kabelski (glazbeni) TV kanal             |
| Svijet                                                   | televizijski kanal | Grand 2                                                                              | kabelski (glazbeni) TV kanal             |
| Svijet                                                   | televizijski kanal | IDJ TV                                                                               | kabelski (glazbeni) TV kanal             |
| Svijet                                                   | agencija           | CAS Media                                                                            | agencije za prodaju reklamnog prostora   |
| Svijet                                                   | platforma          | VIDA                                                                                 | tehnologija za plasiranje video oglasa   |
| Europa                                                   | agencija           | Direct Media                                                                         | medijski sistem u JI Europi              |

## Monopol u Bosni i Hercegovini
United Grupa 2014. godine kupovala je prijenose sportskih događaja, a kroz lanac tvrtki iz Luksemburga i Cipra pokrenuli su tvrtku u Rumunjskoj pod nazivom IKO MEDIA. Ona je bila vlasnik televizijskih kanala Sport Klub. Za to vrijeme IKO MEDIA je kupovala prava za emitiranje sportskih događaja na području Bosne i Hercegovine. Kako je IKO MEDIA u vlasništvu United Grupe, imali su TV kanal samo za sebe. Za ostale kabelske operatere u Bosni i Hercegovini sportski kanali Sport Klub nisu bili dostupni jer United Grupa nije željela dopustiti pristup svojim kanalima putem drugih operatera čime su korisnici bili prisiljeni pretplatiti se na usluge Telemacha ili nekih drugih tvrtki iz vlasništva United Grupe.

## Unutarnje poveznice
- Nova TV d.d.

## Vanjski poveznice
- Službena web stranica: United Grupa  (engleski)
- Službena web stranica: United Media  (engleski)

## Vanjske poveznice
- Službena stranica  Arhivirana inačica izvorne stranice od 9. veljače 2022. (Wayback Machine)
- A1 Telekom Austria Group na Twitteru
- A1 Telekom Austria Group na YouTubeu
- A1 Telekom Austria Group[neaktivna poveznica] na Linkedinu

- Službene stranice (engl.)